# 中津川線
中津川線（日语：中津川線）是一條日本國鐵計畫路線，從長野縣飯田市飯田站，至岐阜縣中津川市的中津川站。

## 概要
當初的路線計畫為飯田線至木曾郡南木曾町，後來改變至中央西線的中津川市。建設此線是為了直接連接中京圈和伊那地方，並預計有一定的客量。可是在兩地之間有多座高山，建設時會有一定的難度。後來在準備建設中津川線時，又有一個中央新幹線的計畫，並得到重視，所以建造此線的機會開始降低。加上中央自動車道在1975年開通，開行了高速巴士路線連接中京圈和伊那地方，與本線的計畫路線重複，再一次降低建造此線的機會。
雖然中津川線並未建成，但因來往中津川站至名古屋站的快速列車「中央Liner」的開設，使乘客可以由伊那地區經中津川至中京圈地區。

## 歷史
- 1920年（大正9年） - 開始構思中津川線。
- 1922年（大正11年） - 正式開始構思飯田站至三留野站（南木曾）之間鐵道，在鐵道建設法別表第60號記載著。
- 1951年（昭和26年） - 推行長野縣、岐阜縣建造運動。
- 1957年（昭和32年）4月 - 鐵道建設理事會開始處理調查這條線。
- 1961年（昭和36年）6月 - 鐵道建設法改正、路線改為飯田站至中津川站，記載在別表第60號之2。
- 1962年（昭和37年） - 鐵道建設理事會開始設定路線為建設線。
- 1963年（昭和38年）8月 - 國鐵開始實地檢查沿線，包括飯田、園原、富士見台和中津川。
- 1964年（昭和39年） - 日本鐵道建設公團開始設定工程位置。
- 1966年（昭和41年） - 工程實施計畫開始。
- 1967年（昭和42年）11月 - 收地計畫遇到困難，二山隧道建造開始。
- 1973年（昭和48年） - 挖掘機故障，工程停車實際上暫停。
- 1975年（昭和50年）8月23日 - 中央自動車道惠那山隧道開通。
- 1976年（昭和51年） - 中津川線預計的22億5000萬日圓用在其他路線的建設工程中。
- 1980年（昭和55年） - 國鐵再建法的施行，並討論路線的未來，工程停止。
- 1989年（平成元年） - 中津川線的計畫完全停止。

## 預設的車站
飯田站 - 伊那中村站 - 伊那山本站 - 阿智站 - 午神站 -（神坂隧道内的夜烏山信號站、富士見台信號站）- 神坂站 - 美濃落合站 - 中津川站

## 關連項目
- 未成線
- 下呂線
- 飯喬道路

## 外部連結
- 國鐵中津川線遺蹟（页面存档备份，存于）：內容包括詳細的路線建設經。